# Paraplesiops meleagris
Paraplesiops meleagris és una espècie de peix de la família Plesiopidae i de l'ordre dels perciformes.

## Morfologia
Els mascles poden assolir els 33 cm de longitud total.

## Distribució geogràfica
Es troba a Austràlia Occidental i a Austràlia Meridional.